# Joseph Lyman Silsbee

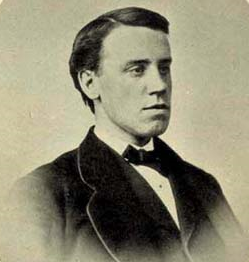
Joseph Lyman Silsbee

Joseph Lyman Silsbee (1848, Salem, Massachusetts – 1913) foi um  arquiteto americano. Era reconhecido por sua habilidade em desenho e versatilidade em projetar casas de estilos variados. Foi influente como mentor de toda uma geração de arquitetos, mais notavelmente os membros da Prairie School incluindo-se o famoso arquiteto Frank Lloyd Wright.

## Biografia
Joseph Lyman Silsbee graduou-se na University of Exeter e Harvard. Tornou-se então um dos primeiros estudantes da mais antiga escola da arquitetura nos Estados Unidos, Massachusetts Institute of Technology. Depois disso estagiou respectivamente com os arquitetos de Boston Ware & Van Brundt e William Ralph Emerson. Silsbee viajou à Europa antes de mudar-se para Siracusa, New York em 1874. Em 1875 casou-se Anna Baldwin Sedgwick, filha do influente advogado e político, Charles Baldwin Sedgwick.
Silsbee praticou a arquitetura de 1875 até sua morte em 1913. Foi bastante prolífico e durante algum tempo teve três escritórios em funcionamento simultaneamente. Seus escritorios localizavam-se em Siracusa (1875-1885), Buffalo, New York (de Silsbee & Marling, 1882-1887), e Chicago (Silsbee & Kent, 1883-1884). De 1883 a 1885 seu escritório de Siracusa era uma parceria com o arquiteto Ellis G. Hall. No escritório de Chicago trabalharan alguns arquitetos que mais tarde tornaram-se famosos: Frank Lloyd Wright, George Grant Elmslie, George W. Maher, e Irving Gill.
Silsbee foi um dos primeiros professores de arquitetura da Syracuse University, uma das faculdades de arquitetura mais antigas da nação. Era um dos fundadores das seções de Chicago e de Illinois do American Institute of Architects. Em 1894 Silsbee recebeu a Peabody Medal do Franklin Institute por seu projeto de uma esteira rolante. Esta invenção foi exibida pela primeira vez na Worlds Columbian Exposition e utilizada em feiras universais subseqüentes.

## Arquitetura
Entre seus trabalhos arquitetônicos mais famosos encontra-se marco Syracuse Savings Bank Building (1876). Construído ao lado do Erie Canal no Clinton Square em Siracusa, é referido frequentemente como um mamual do Estilo gótico vitoriano. Silsbee igualmente projetou o White Memorial Building (1876), o Amos Block (1878), e a Oakwood Cemetery Chapel (1879-80), todos ainda existentes em Siracusa. Upland Farm (1892), a antiga Hazard Mansion desenhada para Frederick R. e Dora Sedgwick nos arredores de Solvay, New York é um exemplo do trabalho residencial elegante pelo qual Silsbee era mais conhecido.  Silsbee projetou os luxuosos interiores do Potter Palmer Castle em Chicago. Diversos de seus projetos residenciais sobrevivem em Riverside, Illinois. Seu trabalho mais importante que ainda existe em Chicago é o Lincoln Park Conservatory.